# Rupture du barrage de Certej
La rupture du barrage de Certej est une inondation due à la rupture d'une digue à résidus à la mine de Certej (en) qui a entraîné la mort de 89 personnes. Elle s'est produite le 30 octobre 1971 dans la commune de Certeju de Sus, dans le département de Hunedoara, en Roumanie.

## Contexte
Le bassin de décantation de Certej a été utilisé entre 1936 et 1971 pour maintenir le cyanure et les résidus acides résultant de l'exploitation de la mine d'or de Certej.

## Déroulement
À 4 h 55, le barrage s'est rompu sur une longueur de 80 mètres et du bassin de résidus, 300 000 mètres cubes de résidus se sont écoulés vers la ville de Certej, inondant un rayon d'environ 4 à 5 kilomètres autour de l'étang. L'inondation a complètement détruit six immeubles d'habitation, un immeuble de dortoirs et sept maisons individuelles, faisant 89 morts et 76 blessés. En raison de l'heure matinale, la plupart des victimes dormaient, ce qui a entraîné un nombre élevé de morts,.

## Conséquences
Les autorités communistes roumaines n'ont annoncé dans la presse que 48 décès, afin d'éviter une journée de deuil national. Les survivants ont été indemnisés pour la perte de leurs logements, recevant de l'État un appartement ou des matériaux de construction pour reconstruire leurs maisons.
Une commission gouvernementale composée de 16 experts a été créée pour enquêter sur la catastrophe. À la suite de leur enquête, ils ont constaté que les résidus ont perdu leur stabilité en raison de l'augmentation de la hauteur au-delà des limites autorisées. Aussi, un facteur peut avoir été le contenu hétérogène de l'étang, car entre 1936 et 1971, divers matériaux se sont déposés, ayant des caractéristiques différentes, conduisant à un glissement de faille.
Les procureurs ont enquêté sur le planificateur du barrage et cinq autres personnes, mais ils ont finalement décidé d'abandonner toutes les charges, car la catastrophe n'aurait pas pu être facilement prédite.